# Killer Karaoke (España)
Killer Karaoke fue un programa de televisión musical y de humor basado en el programa estadounidense del mismo nombre. Emitido en Cuatro y con la producción de Magnolia, los participantes deben cantar durante 90 segundos una canción mientras son sometidos a pruebas extremas. Cuenta también con dos famosos por programa que también tendrán que cantar.

## Formato
Ocho concursantes diferentes, separados en cuatro rondas preliminares de dos concursantes, y cada uno con aproximadamente 90 segundos para cantar su canción tendrán que someterse al karaoke más difícil de su vida. Los concursantes se presentan al público y les comunican su desafío. Antes de cada reto, Patricia o Florentino les dice a los participantes: "Pase lo que pase, no pares de cantar". El ganador de cada ronda es elegido por el público en directo a través de votación popular y avanza automáticamente a la final.

## Episodios y audiencias
| Programa | Invitados | Día de emisión          | Audiencia         |
| -------- | --- | ----------------------- | ----------------- |
| 1        | Yolanda Ramos y El Langui                                                                                          | 5 de noviembre de 2014  | 1 944 000 (11,9%) |
| 2        | Usun Yoon y Yong Li                                                                                                | 12 de noviembre de 2014 | 1 308 000 (7,6%)  |
| 3        | Samanta Villar y Adrián Rodríguez                                                                                  | 19 de noviembre de 2014 | 1 448 000 (8,4%)  |
| 4        | Camela (Ángeles Muñoz y Dioni Martín)                                                                              | 26 de noviembre de 2014 | 1 270 000 (7,7%)  |
| 5        | Silvia Abril y Santi Rodríguez                                                                                     | 3 de diciembre de 2014  | 1 131 000 (6,7%)  |
| 6        | Soraya Arnelas, Natalia y Rebeca                                                                                   | 10 de diciembre de 2014 | 1 021 000 (6,1%)  |
| 7        | Katia Aveiro y Abraham García                                                                                      | 17 de diciembre de 2014 | 1 045 000 (6,1%)  |
| 8        | Especial Nochevieja (Mejores momentos)                                                                             | 31 de diciembre de 2014 | 383 000 (3,2%)    |
| 9        | Ruth Lorenzo, Rasel Abad, Angy Fernández, Xuso Jones, Quique Jiménez "Torito", Lydia Lozano, Toñi Salazar y Melody | 7 de enero de 2015      | 1 040 000 (6,1%)  |
| 10       | Edurne y Miguel Martín                                                                                             | 13 de enero de 2015     | 666 000 (3,6%)    |
| 11       | Canco Rodríguez y Pepa Rus (Especial Repesca)                                                                      | 20 de enero de 2015     | 414 000 (3,3%)    |
| 12       | La Gran Final | 27 de enero de 2015     | 308 000 (2,5%)    |
| 13       | Los Chunguitos (Final de dobles)                                                                                   | 3 de febrero de 2015    | 403 000 (3,9%)    |

## Polémicas
Al día siguiente de la emisión del cuarto programa, el 27 de noviembre (y estando ya grabadas todas las entregas previstas hasta entonces) se publicó que el Partido Animalista Contra el Maltrato Animal había presentado una denuncia contra Cuatro y Magnolia TV ante la Fiscalía de Medio Ambiente por supuestas irregularidades en las pruebas con animales. Se señalaba, por ejemplo, que en una prueba en la que se introducía a serpientes en un tanque de agua, ninguna de las serpientes era acuática, por lo que se podía observar que, según el comunicado, "los animales tratan de huir intentado subir por las paredes de la urna de cristal o, en su defecto, por el cuerpo de la concursante. Su objetivo es liberarse de la asfixia que les produce el agua, donde no pueden sobrevivir". La versión chilena ya había sufrido una controversia similar con 25 denuncias de asociaciones animalistas, que finalmente fueron archivadas.
El 6 de noviembre de 2014 el programa ya había publicado varios artículos explicando que para la cadena el bienestar animal era lo más importante y que habían tomado todas las medidas para asegurar el bienestar de los animales durante la participación en el programa.